# فلای لول
فلای لول (انگلیسی: Level) شرکت هواپیمایی اسپانیایی است، که در سال ۲۰۱۷ تأسیس شد. 